# Stephanuskirche (Böckweiler)

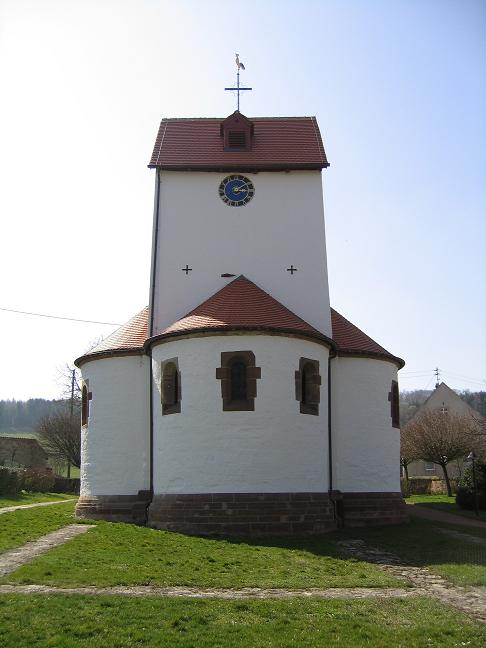
Der Chorturm mit der Dreikonchenanlage

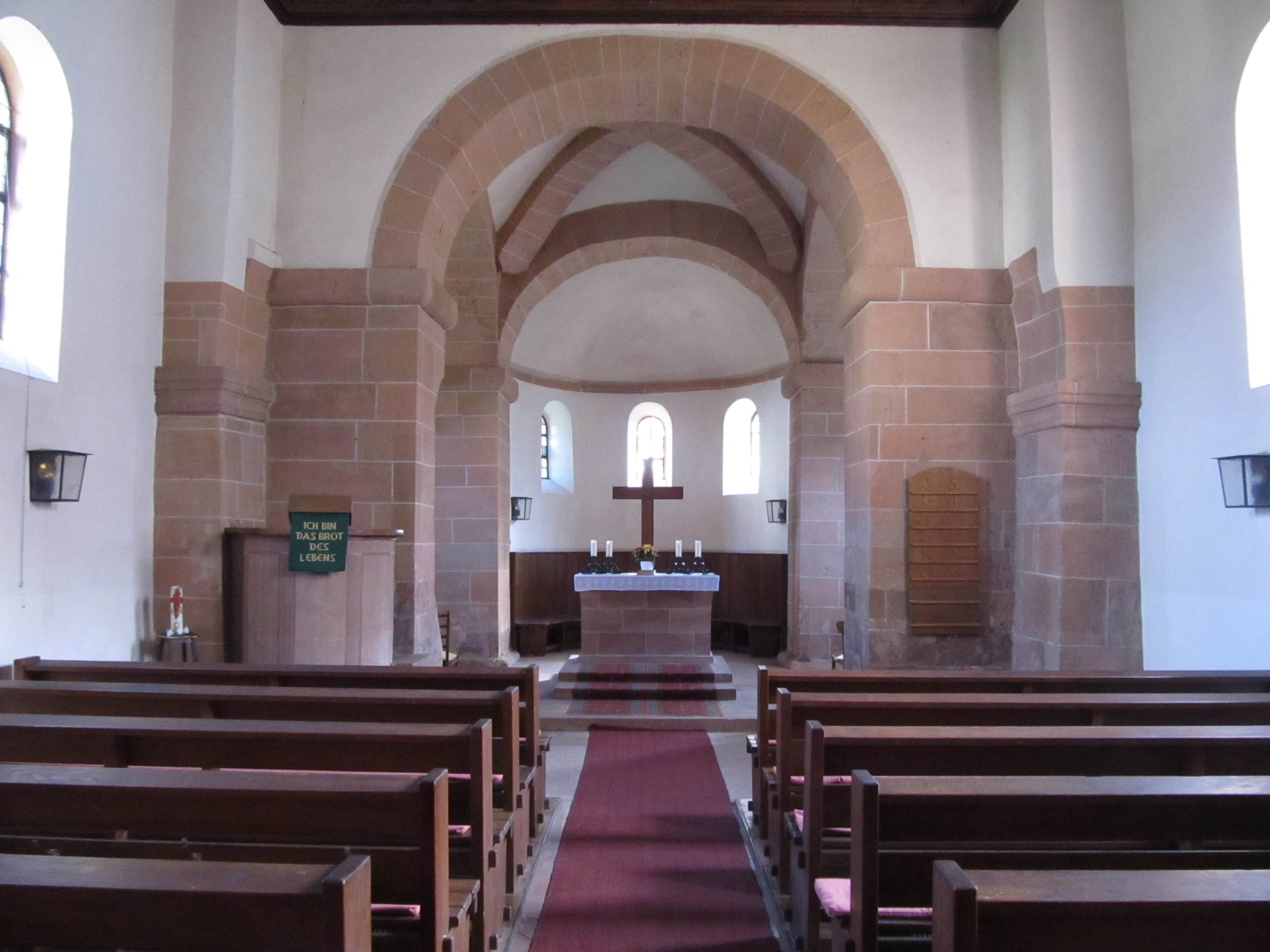
Blick ins Innere der Kirche

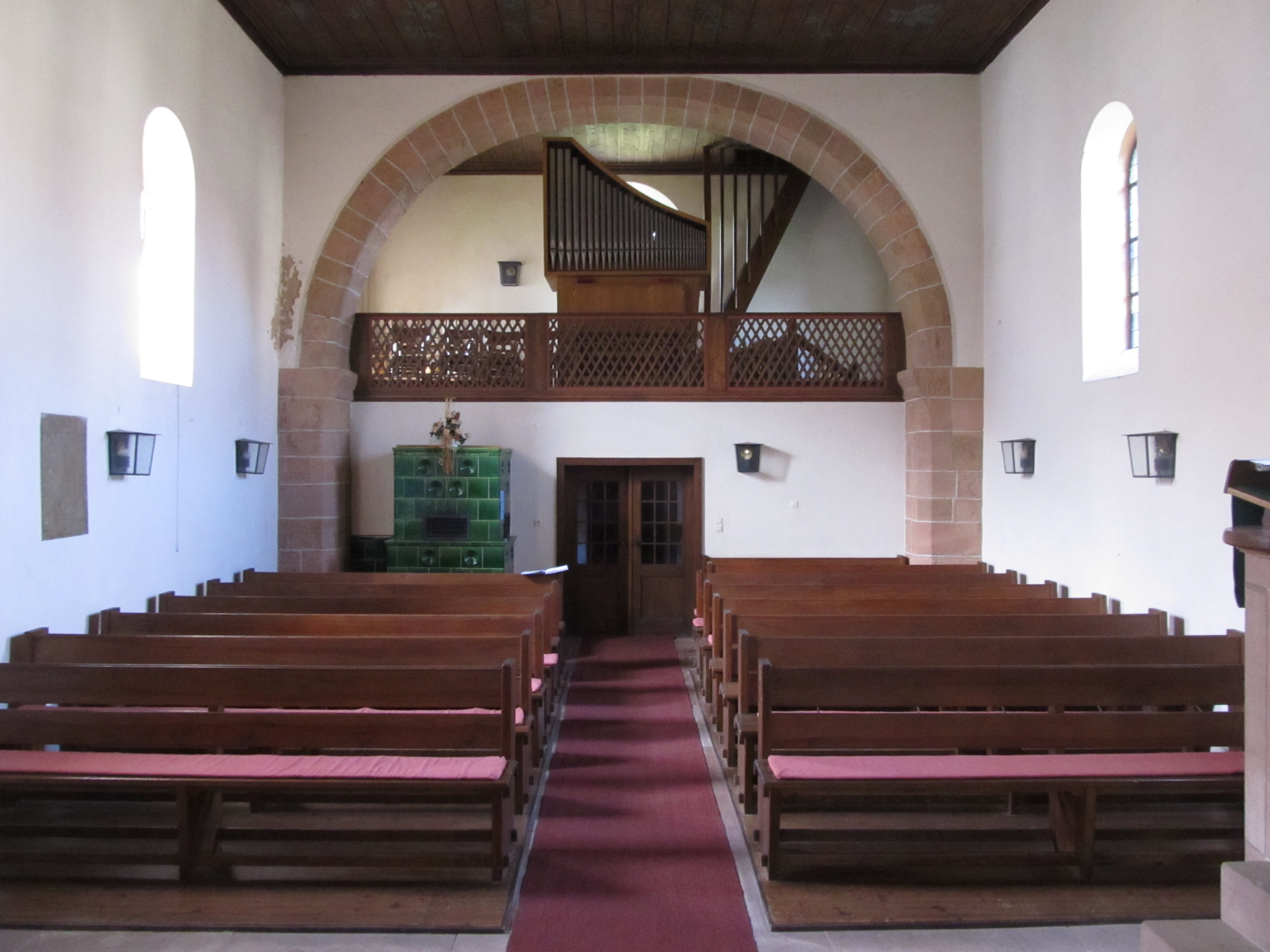
Blick vom Altarraum zur Empore

Die Stephanuskirche ist die evangelische Pfarrkirche von Böckweiler, einem Ortsteil von Blieskastel (Saarpfalz-Kreis) im Saarland. Sie ist eine ehemalige Prioratskirche der Benediktiner-Abtei Hornbach. In der Denkmalliste des Saarlandes ist das Kirchengebäude als Einzeldenkmal aufgeführt.

## Geschichte
Nach schweren Kriegsschäden 1939/40 wurden 1940–1942 umfangreiche Grabungen durchgeführt, wodurch die Baugeschichte der Kirche bis hin zu römischen Gebäuderesten rekonstruiert werden konnte. Die römischen Befunde werden als Teile einer großen römischen Villa mit Nebengebäuden interpretiert. Weiter kamen Fundamente einer östlich der heutigen Kirche gelegenen karolingischen dreischiffigen Basilika mit drei Parallelapsiden zutage, von der die mittlere weit vorgezogen war. Diese Befunde sind heute durch Steinsetzungen markiert. Direkt anschließend südlich konnten Fundamente von wahrscheinlich einer Klosteranlage aufgefunden werden.
Die romanische Stephanuskirche wird zum ersten Mal in einer Urkunde von Abt Luidolf vom 30. November 1149 als Prioratskirche des Benediktinerklosters Hornbach erwähnt. Sie ist die einzige Kirche ihrer Art in der Region.
An ihrer Stelle befand sich mit großer Wahrscheinlichkeit ein heidnisches Heiligtum, vielleicht ein Quellheiligtum, was eine Quelle in der Nachbarschaft nahelegt. Der Ursprung der heutigen Kirche geht auf eine karolingische Basilika mit zugehörigem Kloster zurück. Die genaue zeitliche Einordnung ist wegen nur geringer Funde und Ausgrabungsergebnisse schwierig. Es war eine sehr einfache Anlage mit strenger Gesetzmäßigkeit ohne Querhaus und Turm. In der Mitte des 11. Jahrhunderts war die Anlage baufällig geworden.
Die karolingische Kirche wurde im 11. Jahrhundert durch einen frühromanischen, einfach und klar gegliederten Neubau ersetzt, der sich im Bereich der heutigen Langhauswestteile als Basilika mit sehr schmalen Seitenschiffen erhob. Im Osten schloss sich der rechteckige Chor für die Mönche an. Diese Kirche wurde in der zweiten Hälfte des 12. Jahrhunderts nach Westen erweitert, wobei der Westbau nicht gesichert rekonstruiert werden kann. Die Erweiterung der Kirche fand vermutlich zeitgleich mit der Errichtung eines den heiligen Cantius, Cantianus und Cantianilla geweihten Priorats in Böckweiler durch das Kloster Hornbach 1149 statt. In dieser Zeit entstand auch der Chorturm mit dem Drei-Konchen-Chor, heute die einzigen erhaltenen mittelalterlichen Bauteile der Stephanuskirche. Der Turm erhebt sich auf vier starken Pfeilern, an den sich die drei Konchen wie Kleeblätter an drei Seiten anlehnen.
Mit der Einführung der Reformation im Herzogtum Zweibrücken wurde Böckweiler um 1535 evangelisch.
Der Dreißigjährige Krieg richtete schwere Schäden an der Kirche an, deren Ausbesserungen viele Jahrhunderte dauerten. In der zweiten Hälfte des 18. Jahrhunderts erfolgte eine Reduktion der Kirche auf einen Saalbau mit Vorraum und der Chorturmanlage. Nach den Beschädigungen des Zweiten Weltkrieges wurde die Kirche 1949/50 wiederhergestellt. Dabei wurde ihre alte Form bis an die Strebepfeiler der Westseite beibehalten. Zur Gewinnung einer Vorhalle, Sakristei und Empore wurde das Kirchenschiff etwas nach Westen verlängert.

## Orgel
Die Orgel der Kirche wurde 1965 von der Firma Gebr. Oberlinger Orgelbau (Windesheim) erbaut. Das Instrument mit mechanischen Schleifladen und eingebautem Spielschrank besitzt 8 Register, verteilt auf ein Manual und Pedal. Aufgestellt ist die Orgel auf einer Empore.
| I Manual C–g3 |                              |    |
| 1.            | Gedackt                      | 8′ |
| 2.            | Prinzipal                    | 4′ |
| 3.            | Rohrflöte                    | 4′ |
| 4.            | Oktave                       | 2′ |
| 5.            | Sifflöte                     | 1′ |
| 6.            | Sesquialter II Disc. (ab a°) |    |
| 7.            | Mixtur V                     | 1′ |

| Pedal C–f1 |         |     |
| 8.         | Subbass | 16′ |

- Koppeln: I/P

## Auszeichnungen
Die Stiftung zur Bewahrung kirchlicher Baudenkmäler in Deutschland (Stiftung KiBa) wählte die Stephanuskirche 2020 zur „Kirche des Jahres“.